# Kaňon Vltavy u Sedlce
Kaňon Vltavy u Sedlce este o arie protejată (sit de importanță comunitară — SCI) din Republica Cehă întinsă pe o suprafață de 34,75 ha, integral pe uscat.

## Localizare
Centrul sitului Kaňon Vltavy u Sedlce este situat la coordonatele 50°08′02″N 14°23′45″E / 50.133889°N 14.395833°E.

## Înființare
Situl Kaňon Vltavy u Sedlce a fost declarat sit de importanță comunitară în noiembrie 2009 pentru a proteja un număr necunoscut de specii din flora spontană și fauna sălbatică aflate în arealul zonei.

## Biodiversitate
Situată în ecoregiunea continentală, aria protejată conține 5 habitate naturale: Roci stâncoase cu vegetație pionieră de Sedo-Scleranthion sau Sedo albi-Veronicion dillenii, Pante stâncoase silicioase cu vegetație casmofită, Pajiști uscate seminaturale și facies de acoperire cu tufișuri pe substraturi calcaroase (Festuco-Brometalia) (* situri importante pentru orhidee), Pajiști panonice carstice (Stipo-Festucetalia pallentis), Tufărișuri subcontinentale peripanonice.
La baza desemnării sitului se află un număr nedeclarat de specii protejate.